# Cheilanthes lindheimeri
Cheilanthes lindheimeri là một loài thực vật có mạch trong họ Adiantaceae. Loài này được Hook. miêu tả khoa học đầu tiên năm 1852.